# Al-Kamil Sha'ban
Al-Kamil Sha'ban, död 1346, var en egyptisk monark. Han var regerande sultan i Mamluksultanatet Egypten mellan 1345 och 1346.